# Добейся успеха
«Добейся успеха» (англ. Bring It On) — американский комедийный фильм 2000 года, режиссёром которого выступил Пейтон Рид, впервые занявший режиссёрское кресло именно в кино. Сценарий написал Джессика Бендинджер. Главные роли исполнили Кирстен Данст, Элиза Душку, Джесси Брэдфорд и Гэбриэл Юнион. Сюжет повествует о соперничестве между двумя школьными командами чирлидеров, готовящимися к важным национальным соревнованиям.
Картина вышла в широкий прокат в Северной Америке 25 августа 2000 года. Она стала кассовым хитом, стартовав сразу с первой позиции и удерживая лидерство в течение двух недель подряд. Общая сумма сборов по всему миру составила примерно 90 миллионов долларов. Фильм также заслужил преимущественно позитивные оценки критиков и зрителей, став настоящей культовой классикой жанра.
«Добейся успеха» положил начало целой франшизе, состоящей из семи частей. Шесть последующих продолжений выходили исключительно на DVD и стриминге, и оригинальные актёры больше не участвовали в съёмках. Среди них: «Добейся успеха снова» (2004), «Добейся успеха 3: Всё или ничего» (2006), «Добейся успеха: Всё за победу» (2007), «Добейся успеха: Борись до конца!» (2009), «Вперёд! Глобальное состязание чирлидеров» (2017) и телефильм «Добейся успеха или умри» (2022).
Несмотря на отсутствие оригинальной актёрской команды, каждый новый фильм пользовался популярностью среди поклонников жанра и привлекал внимание благодаря яркой хореографии и энергичному духу спорта. Слоган фильма: «One, Two, Three, CHEER»

## Сюжет
Торранс Шипман – старшеклассница в средней школе Сан-Диего. Ее парень Аарон отправляется в колледж, а ее школьная команда чирлидеров готовится к тому, чтобы шестой раз подряд завоевать национальный титул. Торранс выбирают на роль нового капитана группы поддержки на смену уже закончившей школу девушки. Однако вскоре девушка по имени Карвер получает травму ноги и больше не может соревноваться. Торранс оказывается вынуждена провести прослушивание, чтобы найти замену Карвер. Ей становится гимнастка Мисси Пантон, которая недавно перевелась в их школу вместе со своим братом-близнецом Клиффом, с которым у Торранс начинает складываться кокетливая дружба.
Наблюдая за их тренировкой Мисси узнает движения команды поддержки из другой школы, где она училась до этого. Мисси обвиняет Торранс в том, что она украла программу у другой школы, однако Торранс не спешит признаваться в этом, говоря, что понятия не имеет, в чем Мисси ее обвиняет. Тогда Мисси решает отвезти Торранс в свой родной городок, где тренируется афроамериканская/мексиканская команда «East Compton Clovers», программа которых оказывается идентичная их собственной. Видя Мисси и Торранс, капитан их команды по имени Айзис начинает злиться. После чего объясняет им, что прежний капитан постоянно наведывалась к ним на тренировки, записывая их выступления на видео, чтобы потом использовать в своей школе. На обратном пути Торранс признается Мисси, что считает себя проклятой после того, как уронила жезл, который ей передала прежний капитан команды.
Айзис сообщает Торранс, что намерена победить их команду на национальном чемпионате, в котором ранее не принимала участие из-за финансовых трудностей. Когда Торранс рассказывает своей команде о произошедшем, то большинство все еще голосует за использование старой программы, лишь бы победить. С неохотой Торранс вынуждена согласиться. На следующей игре во время выступления Торранс и ее команды на трибуне неожиданно появляется Айзис со своей командой, после чего они совместно выполняют одну программу, так что команда главных героев оказывается унижена. После этого они понимают, что у них нет другого выбора, кроме как выучить новую программу.
Они нанимают профессионального хореографа, который учит их новой программе. Они успешно заучивают ее, однако на региональных соревнованиях видит, что с той же программой выступают не только они. После этого Торранс общается с представителем соревнований и узнает, что их хореограф продал одну и ту же программу нескольким другим командам в Калифорнии. Несмотря на это, команда Торранс все же получает свое место на национальном соревновании, но только из-за того, что они являются действующими чемпионами. Однако их предупреждают, что они должны выучить новую программу. Узнав об этом Торранс сокрушается о своей неспособности вести команду и начинает рассматривать возможность своего ухода.
Клифф поддерживая девушку в это тяжелое для нее время, и они начинают все сильнее сближаться. Аарон же говорит ей, что у нее просто нет лидерских качеств, а потому ей стоит уйти с поста. Когда Клифф видит Торранс и Аарона вместе, то разрывает их дружбу, после чего Торранс оказывается несчастна. Однако благодаря Клиффу ее уверенность в себе восстанавливается, после чего она убеждает команду самостоятельно придумать новую инновационную программу. Она расстается с Аароном, когда понимает, что он ей неверен, а также неспособен оказывать поддержку. Однако Клифф все еще отказывается простить ее. Между тем выясняется, что команда Айзис не может принять участие в национальном соревновании из-за финансовых проблем. Торранс убеждает своего отца проспонсировать их команду, однако Айзис отказывается принимать ее деньги. Вместе этого она собирает необходимые средства, обратившись к ведущему ток-шоу, выросшему в их районе. В финале соревнований команды Торранс занимает второе место, а команда Айзис побеждает. Однако это не встает между ними, а наоборот помогает девушками найти уважением друг к другу. Напоследок Клифф прощает Торранс, и они делят романтический поцелуй.

## В ролях
| Актёр             | Роль                      |
| ----------------- | ------------------------- |
| Кирстен Данст     | Торренс Шипман            |
| Элайза Душку      | Мисси Пэнтон              |
| Джесси Бредфорд   | Клифф Пэнтон              |
| Габриэль Юнион    | Айсис (капитан «Кловерс») |
| Клэр Крамер       | Кортни                    |
| Николь Бильдербак | Уитни                     |
| Цианина Джоэлсон  | Дарси                     |
| Рини Белл         | Кейси                     |
| Натан Уэст        | Ян                        |

## Саундтрек
1. Blaque feat. Joey Fatone, Jr. — «As If»
2. Atomic Kitten — «See Ya (Radio Mix)»
3. B*Witched — «Mickey»
4. P.Y.T. — «Anywhere USA»
5. Daphne & Celeste — «U.G.L.Y.»
6. Da Beat Bros. — «Jump Up (If You Feel Alright)»
7. Jungle Brothers — «Freakin' You»
8. '95 South — «Cheer For Me»
9. sister2sister — «What’s A Girl To Do (Urban Mix)»
10. Blaque feat. 50 Cent — «Bring It All To Me (Remix)»
11. 3LW — «'Til I Say So»
12. Sygnature — «2 Can Play That Game»
13. Blaque — «As If»
14. 2 unlimited — «Get ready for this».

## Приём

### Кассовые сборы
Фильм «Добейся успеха» был выпущен в Северной Америке 25 августа 2000 года. За первые выходные картина собрала впечатляющие $17,362,105 в 2380 кинотеатрах, возглавив североамериканские бокс-офисы и оставив позади такие фильмы, как «Клетка» и «Искусство войны». Несмотря на снижение доходов на 34%, фильм сохранил лидирующую позицию ещё одну неделю подряд. Итоговая сумма сборов составила $68,379,000 в Северной Америке и дополнительно $22,070,929 на международных рынках, достигнув общей суммы в $90,449,929.‍

### Критическая реакция
Фильм вызвал положительные реакции среди кинокритиков, однако многие отметили значительный вклад Кирстен Данст в его успех. Так, А.О. Скотт из The New York Times подчеркнул, что фильм поднимает серьёзные темы расово-экономического неравенства и демонстрирует «изящные моменты сатиры». Кевин Томас из Los Angeles Times охарактеризовал картину как «остроумный и смелый фильм о старших классах, подходящий для всех возрастных групп».
Фильм получил рейтинг одобрения 65% на Rotten Tomatoes на основе 124 рецензий со средней оценкой 6,00/10. Консенсус сайта гласит: «Несмотря на шаблонный, размытый сюжет, этот фильм на удивление интересно смотреть, главным образом благодаря его высокой энергетике и тому, как юмористически он пародирует группу поддержки». На Metacritic фильм имеет средневзвешенный балл 52 из 100, основанный на 31 рецензии, что соответствует «смешанным или средним» отзывам. Зрители, опрошенные CinemaScore, поставили фильму оценку B+ по шкале от A до F. 
Тем не менее, не обошлось без негативных отзывов. Роджер Эберт из Chicago Sun-Times, ранее негативно воспринявший фильм, впоследствии изменил своё мнение, сравнив его с «Гражданином Кейном» среди фильмов о чирлидингах. Другие критики называли фильм предсказуемым и путаным, но большинство сошлись во мнении, что Данст выделялась своим выдающимся комическим талантом.

### Награды и признание
Несмотря на полярность мнений, фильм получил ряд положительных откликов. Например, журнал Entertainment Weekly включил его в топ-50 лучших фильмов о старших классах, присвоив ему почётное 30-е место. Эти достижения подтверждают значительное культурное влияние картины. 
- Номинация «MTV» в 2001 году в категории «Лучший танец»[24].

## Культурное влияние
Фильм «Добейся успеха», выпущенный в 2000 году, оставил заметный след в поп-культуре, завоевав популярность и уважение критиков. Вот ключевые аспекты его культурного влияния и наследия:

### Проблематика
Фильм выделяется тем, что открыто рассматривает актуальные социальные проблемы, включая:
- Расовую инклюзивность: Особое внимание уделено репрезентации разных этнических групп.
- Проблемы культурной апроприации: Критика заимствования культурных элементов.
- Интерсекциональный феминизм: Показано разнообразие женских ролей и опыта.

Эти темы сделали фильм уникальным среди молодежных картин того периода. Беатрис Хазельхерст из iD отметила: «Раса и социальная структура придают фильму особое значение даже спустя десятилетия». Актёр Джесси Брэдфорд подтвердил, что фильм остаётся актуальным в свете текущих дискуссий о равенстве.

### Продолжения
Первоначальному фильму последовала целая серия сиквелов, выпущенных прямо на видео:
- «Добейся успеха снова» (2004)
- «Добейся успеха 3: Всё или ничего» (2006)
- «Добейся успеха: Все за победу» (2007)
- «Добейся успеха: Борись до конца!» (2009)
- «Вперёд! Глобальное состязание чирлидеров» (2017)
- «Добейся успеха или умри» (2022)

Ни одно продолжение не использовало оригинальный состав или режиссуру, сохраняя лишь общие сюжетные мотивы. Только второй фильм («Добейся успеха снова») снимался частью первоначальной команды. Остальные продолжения оказались коммерчески слабее и не получили широкой популярности.

### Мюзикл
Помимо кинематографа, история нашла воплощение в театральном мюзикле. Первая постановка прошла в Театре Альянс в Атланте, Грузия, в январе 2011 года. Авторы проекта — композиторы Лин-Мануэль Миранда и Том Китт, автор текста — Аманда Грин, режиссер-хореограф — Энди Бланкенбюлер. Спектакль продемонстрировал мощную энергию и зрелищные танцы, подчеркивающие важность чирлидинга и юношеского духа.
Послужившие отправной точкой премии Suzi Bass Awards и Atlanta Theater Fan Awards подтвердили значимость постановки. После успешного сезона в Атланте начался национальный тур, охвативший крупнейшие города Америки, а позднее спектакль дебютировал на Бродвее. Музыкал обладал динамичными ритмами и мощным визуальным рядом, покоряя сердца зрителей и критиков.
Таким образом, фильм «Добейся успеха» продолжает вдохновлять поколения молодых зрителей, оставаясь символом борьбы за справедливость и мечту, несмотря на трудности.